# 西藏玉凤花
西藏玉凤花（学名：Habenaria tibetica），为兰科玉凤花属下的一个植物种。